# Trimuricea caledonica
Trimuricea caledonica is een zachte koraalsoort uit de familie Plexauridae. De koraalsoort komt uit het geslacht Trimuricea. Trimuricea caledonica werd in 1999 voor het eerst wetenschappelijk beschreven door Grasshoff. 